# David Pittu
David Jonathan Pittu (Fairfield, 4 aprile 1967) è un attore statunitense, attivo in campo televisivo, teatrale e cinematografico.

## Biografia
Figlio del veterano James T. Pittu e di Margaret Dimitrescu, David Pittu è nato e cresciuto a Fairfield e ha studiato recitazione alla New York University, laureandosi nel 1989. Nello stesso anno fece il suo debutto a Broadway in The Tenth Man, dando inizio a una prolifica carriera teatrale che lo vide interprete di opere prosa e musical. Nel 1999 si unì alla tournée statunitense del musical Titanic, mentre l'anno successivo fu il protagonista Leo Frank nel tour americano di Parade.
Dopo aver recitato nella trilogia di Tom Stoppard The Coast of Utopia nel 2006, nel 2007 interpretò Bertolt Brecht nel musical LoveMusik e per la sua interpretazione fu candidato al Tony Award al miglior attore non protagonista in un musical. L'anno successivo fu nuovamente candidato al Tony Award, questa volta come migliore attore protagonista in un'opera teatrale. Nel 2006 vinse il Drama Desk Award per la sua performance in Stuff Happens.
Pittu è noto al grande pubblico per le sue numerose apparizioni televisive e, in particolare, per i ruoli ricorrenti di Linus Tate in Law & Order e di Jack Shaw in Damages. Pittu è inoltre un prolifico lettore di audiolibri e per la sua lettura del romanzo Premio Pulitzer Il cardellino nel 2014 ha vinto l'Audie Award, massimo riconoscimento del genere.

## Filmografia

### Cinema
- King Kong, regia di Peter Jackson (2005)
- Men in Black 3, regia di Barry Sonnenfeld (2012)
- True Story, regia di Rupert Goold (2014)
- Café Society, regia di Woody Allen (2016)

### Televisione
- Law & Order - I due volti della giustizia (Law & Order) – serie TV, 1 episodio (2001)
- Fringe – serie TV, 1 episodio (2009)
- Law & Order: Criminal Intent – serie TV, 2 episodi (2003-2010)
- Damages – serie TV, 5 episodi (2011)
- Law & Order - Unità vittime speciali (Law & Order: Special Victims Unit) – serie TV, 6 episodi (2011-2014)
- Person of Interest – serie TV, episodio 2x15 (2013)
- The Following – serie TV, 1 episodio (2015)
- The Blacklist – serie TV, 1 episodio (2016)
- House of Cards - Gli intrighi del potere (House of Cards) – serie TV, 3 episodi (2016)
- Elementary – serie TV, 1 episodio (2018)
- Il complotto contro l'America (The Plot Against America) – miniserie TV, 2 episodi (2020)
- Uncoupled – serie TV, episodi 1x01-1x04 (2022)
- American Horror Stories – serie TV, episodio 3x05 (2024)

## Doppiatori italiani
Nelle versioni in italiano delle opere in cui ha recitato, David Pittu è stato doppiato da:
- Mauro Gravina in House of Cards, Elementary, Uncoupled
- Claudio Moneta in Law & Order: Criminal Intent (ep. 2x19)
- Oliviero Corbetta in Law & Order: Criminal Intent (ep. 9x01)
- Angelo Maggi in King Kong
- Davide Marzi in Damages
- Edoardo Nordio in Person of Interest
- Paolo Maria Scalondro in The Good Wife
- Stefano Thermes in True Story
- Mauro Magliozzi in The Blacklist
- Gaetano Varcasia in Blue Bloods
- Alberto Bognanni in The Knick